# 1853 en Italie
Chronologie de l'Italie
- 1849
- 1850
- 1851
- 1852
- 1853
- 1854
- 1855
- 1856
- 1857

## Événements
- 26 janvier : fondation à Turin le l'Agence Stefani, première agence de presse italienne[1].
- 6 février : émeutes de Milan. Une poignée d’insurgés, achetés avec l’argent envoyé de Suisse par Mazzini, échouent en quelques heures et sont massacrés[2].

- 23 mars : loi de réforme administrative de Cavour au Piémont[3].
- 20 juin : publication d'un code pénal dans le grand-duché de Toscane[4].
- 8 décembre : élections du cinquième Parlement sarde. Cavour, désireux de fortifier sa majorité parlementaire, obtient du roi la dissolution de la Chambre[5].

## Culture

### Littérature

#### Livres parus en 1853
- Lorenzo Benoni, ovvero Pagine della vita di un Italiano, roman de Giovanni Ruffini

### Musique

#### Opéras créés en 1853
- 19 janvier : Il trovatore (Le Trouvère), opéra de Giuseppe Verdi, créé au Teatro Apollo à Rome.
- 6 mars : La traviata, opéra de Giuseppe Verdi, créé à la Fenice de Venise.

## Naissance en 1853
- 21 juin : Alfredo Dallolio, général et homme politique, ministre des armes et munitions pendant la Première Guerre mondiale. († 20 septembre 1952)
- 25 juillet : Giuseppe Petrai, journaliste, écrivain, réalisateur et scénariste. († avril 1941)
- 26 août : Cesare Tallone, peintre, connu pour ses portraits et ses sujets religieux. († 21 juin 1919)
- 18 septembre : Francesco Filippini, peintre, connu pour ses paysages, considéré comme l'une des principales figures de l'impressionnisme italien. († 6 mars 1895)
- 13 décembre : Leonardo Bazzaro,  peintre principalement de paysages et de veduta. († 2 novembre 1937)
- 14 décembre : Temistocle Calzecchi-Onesti, physicien italien († 22 novembre 1922).

## Décès en 1853
- 7 février : Tommaso Gazzarrini, 62 ans, peintre, qui a peint des sujets religieux et historiques dans un style néo-classique. (° 15 février 1790)
- 17 février : Prospero Minghetti, 67 ans, peintre néo-classique. (° 2 janvier 1786)
- 8 avril : Giuseppe Rapisardi, 54 ans, peintre (° 15 janvier 1799)
- 3 juin : Cesare Balbo, 63 ans, écrivain, historien et homme politique, qui fut l'un des théoriciens et des acteurs principaux du Risorgimento[6]. (° 21 novembre 1789)
- 7 juin : Giuseppina Ronzi de Begnis, 53 ans, chanteuse d’opéra (soprano). (° 11 janvier 1800)
- 23 juin : Giacomo Luigi Brignole, 56 ans, cardinal créé par le pape Grégoire XVI, nonce apostolique en Toscane (en), préfet de la Congrégation de l'Index. (° 8 mai 1797)
- 10 juillet : Lattanzio Querena, 84 ans, peintre (° 10 juillet 1768).
- 10 décembre : Tommaso Grossi, 63 ans, écrivain et poète de lanque lombarde. (° 20 janvier 1790)